# Asociación de Escritoras y Escritores en Lengua Gallega

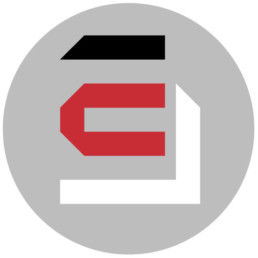
Logo Asociación de Escritoras e Escritores en Lingua Galega

La Asociación de Escritoras y Escritores en Lengua Gallega (Asociación de Escritoras e Escritores en Lingua Galega, AELG) se constituyó a partir de una junta celebrada el 3 de mayo de 1980 en Santiago de Compostela (España) por un grupo de escritores, entre los que se contaban Alfredo Conde, Paco Martín, Xosé Manuel Martínez Oca, Xosé Luís Méndez Ferrín, Alfonso Pexegueiro, Xavier Rodríguez Barrio, Manuel Rivas y Xoán Ignacio Taibo que acordaron formar una asociación que defendiera los intereses de la práctica escrita en gallego siguiendo el ejemplo de la Asociación de Escritores de Galicia que no pudo desarrollar su labor debido al desencadenamiento de la guerra civil española poco después de su constitución.
La AELG celebró el I Congreso de Escritores Gallegos en 1981 y participa en la organización de los encuentros Galeusca con escritores catalanes y vascos. Durante años estuvo enfrentada a la Real Academia Gallega por considerarla una institución inmovilista que no trabajaba a favor de la cultura gallega. La revista Escrita COntemporánea es su portavoz oficial. Está reconocida por la Academia Sueca para presentar candidaturas oficiales al Premio Nobel de Literatura y forma parte del Congreso de Escritores Europeos.
Tiene su sede en el Edificio de Sindicatos de la ciudad de La Coruña. El 1 de enero de 2019 la asociación contaba con 459 socios y en ese año convocó un Parlamento de Escritoras por los derechos civiles.

## Presidentes
- Carlos Mella
- Xosé María Álvarez Cáccamo (presidente interino)
- Bernardino Graña
- Antón Avilés de Taramancos
- Uxío Novoneyra
- Euloxio Ruibal
- Cesáreo Sánchez Iglesias

## Composición del consejo directivo
- Presidencia: Cesáreo Sánchez Iglesias
- Vicepresidencia: Anna R. Figueiredo[3]
- Secretaría General: Cilha Lourenço
- Tesorería: Marta Dacosta
- Vocalía de Nuevos Proyectos: Rosalía Fernández Rial
- Vocalía de La Coruña: Antía Yáñez e Beatriz Maceda
- Vocalía de Lugo: Lois Pérez
- Vocalía de Vigo: Ledicia Costas
- Vocalía de Pontevedra: Montse Fajardo
- Vocalía de Santiago de Compostela: Daniel Asorey
- Vocalía de Ourense: Xoán Carlos Domínguez Alberte
- Vocalía de Relaciones Internacionales: Xavier Queipo
- Vocalía de Cataluña: Alicia Fernández Rodríguez
- Vocalía de Literatura y Tradición Oral: Antonio Reigosa[4]
- Vocalía de Literatura dramática: Alfonso Becerra

## Escritor/ra gallego/a universal
La Asociación de Escritoras y Escritores en Lengua Gallega destaca a aquellas autoras y autores que unen la excelencia literaria al compromiso ético, siendo así referentes en la defensa de la dignidad nacional y humana, honrando cada año a una escritora o un escritor.
- 2006: Mahmoud Darwich[6]
- 2007: Pepetela[7]
- 2008: Nancy Morejón[8]
- 2009: Elena Poniatowska[9]
- 2010: Juan Gelman[10]
- 2011: Antonio Gamoneda[11]
- 2012: José Luis Sampedro[12]
- 2013: Lídia Jorge[13]
- 2014: Bernardo Atxaga[7]
- 2015: Luiz Ruffato[14]
- 2016: Pere Gimferrer[15]
- 2017: Hélia Correia[16]
- 2018: Isabel-Clara Simó[17]
- 2019: María Teresa Horta[18]
- 2020: Mariasun Landa[19]
- 2021: José Luandino Vieira[20]
- 2022: Ana Luísa Amaral[21]